# Svarttjärnen (Äppelbo socken, Dalarna, 670817-140695)
Svarttjärnen är en sjö i Vansbro kommun i Dalarna och ingår i Dalälvens huvudavrinningsområde.